# Festa Artusiana
La Festa Artusiana (Nederlands: Het Artusiaanse feest) is een feest dat elk jaar wordt gehouden in Forlimpopoli, de geboorteplaats van Pellegrino Artusi, de schrijver van het alom bekende kookboek La Scienza in cucina e l'Arte di mangiar bene. Het feest, dat sinds 1997 georganiseerd wordt, wordt gehouden ter ere van de schrijver.

## Het feest
La Festa Artusiana begint ieder jaar op de laatste zaterdag in juni en duurt negen dagen. Het wordt ieder jaar gehouden in het centrum van Forlimpopoli op het Piazza Garibaldi, wat tijdens het feest tot het Piazza di Pellegrino Artusi omgedoopt wordt. La Festa Artusiana staat, zoals de naam al doet vermoeden, vooral in het teken van de schrijver en diens beroemde kookboek. Een belangrijk thema van het feest is dan ook eten; het is echter ook een cultureel en sociaal feest. De gehele duur van het feest is er de mogelijkheid tot het proeven van verse etenswaren en recepten uit het kookboek van Artusi. Op het plein staan kraampjes opgesteld die Forlimpopoli transformeren tot de 'stad van het proeven' (in het Italiaans: città di assaggiare). Naast de kraampjes op het plein zijn er ook nog enkele restaurants open die de proefactiviteiten van het feest bij kunnen staan. Tijdens de negen dagen van het feest worden vooral recepten uit de regio Emilia-Romagna gepresenteerd (de oorspronkelijke basis van het kookboek van Artusi), maar ook de keuken van de regio Toscane speelt een prominente rol. Tijdens het feest zijn er twee agriturismi geopend, een voor de regio Emilia-Romagna en de ander voor de regio Toscana, waar de typische gerechten van de regio's worden bereid. Naast de culinaire activiteiten is er ook elk jaar een 'incontro', oftewel een toespraak van een wethouder uit de ene regio en een wethouder uit de ander, getiteld: Il Fascino dell’AGRO. Tijdens deze toespraak worden de verschillen en de overeenkomsten tussen de beide regio's, hun agriturismi en hun keukens belicht.

## La Casa Artusi
De kern van het feest is het Casa Artusi. Dit was het eerste centrum voor de waardering van de Italiaanse keuken. Hier worden de toespraken, die worden gegeven op het feest, gehouden. Hier wordt ook de premio Marietta uitgereikt, een prijs voor de kok die het beste en meest originele recept instuurt. De vijf finalisten worden op het feest uitgenodigd om hun ingestuurde recepten te bereiden op het Piazza di Pellegrino Artusi. De winnaar van deze wedstrijd ontvangt 1000 euro. Alle finalisten ontvangen 5 kilo pasta. Naast deze prijs wordt er in het Casa Artusi ook de premio Artusi uitgereikt. Deze prijs gaat naar degene die het beste werk heeft geleverd om de keukens uit de regio Emilia-Romagna te verspreiden.

## Andere activiteiten
Het feest biedt naast eten ook veel cultuur aan. Zo zijn er straatoptredens, toneelstukken en vermaak speciaal voor kinderen en worden er elk jaar concerten gegeven. Naast het Festa Artusiana is in dezelfde periode het jazzfestival ArtusiJazz in Forlimpopoli, dat wordt georganiseerd door de culturele organisatie Daidejazz. Het jazzspektakel maakt van La Festa Artusiana meer dan alleen een eetfeest.

## Trivia
- In 2011, honderd jaar na het overlijden van de auteur, was er een speciale editie van het feest. Er was een speciale tentoonstelling ter ere van de schrijver en er werd een video afgespeeld over de Artusiaanse eeuw (in het Italiaans: secolo Artusiano) waarin zijn recepten centraal stonden.